# Paradoks Buralego-Fortiego

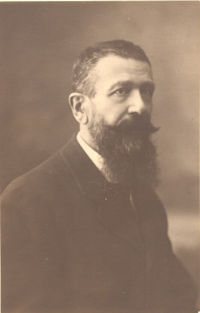
Cesare Burali-Forti

Paradoks Buralego-Fortiego – twierdzenie odkryte w 1897 roku przez Cesarego Buralego-Fortiego, ucznia Giuseppe Peana, mówiące o tym, iż liczby porządkowe nie tworzą zbioru.
Sformułowanie: Nie istnieje zbiór, którego elementami są wszystkie liczby porządkowe.
Fakt ten można uzasadnić nie wprost – zakładając, że istnieje zbiór {\displaystyle A,} którego elementami są wszystkie liczby porządkowe, można dojść do sprzeczności. Istotnie, na mocy aksjomatu zastępowania istnieje podzbiór {\displaystyle B} tego zbioru, złożony wyłącznie ze wszystkich liczb porządkowych. Z własności działań na liczbach porządkowych, zbiory
{\displaystyle \alpha =\bigcup B} i {\displaystyle \alpha \cup \{\alpha \}}
są liczbami porządkowymi.
Wówczas {\displaystyle \alpha \in \alpha \cup \{\alpha \}} oraz {\displaystyle \alpha \cup \{\alpha \}\in B,} a więc {\displaystyle \alpha \in \bigcup B=\alpha ,} co jest sprzeczne z aksjomatem regularności i jednocześnie kończy dowód.